# Lolita Davidovich
Lolita Davidovich (* 15. Juli 1961 in London, Ontario) ist eine kanadische Schauspielerin.

## Leben
Lolita Davidovich wuchs in Kanada als Tochter von Einwanderern aus Serbien und Slowenien auf. Ihr Schauspielstudium absolvierte sie am HB Studio von Herbert Berghof in New York. 1983 gab sie ihr Filmdebüt in einer kleinen Rolle in Class. Einem breiten Publikum wurde sie erstmals 1989 durch den Film Blaze – Eine gefährliche Liebe bekannt, in dem sie neben Paul Newman die weibliche Hauptrolle der Burlesque-Tänzerin Blaze verkörperte. Sie erhielt für ihre Darstellung unter anderem eine Nominierung für den Chicago Film Critics Association Award, wenngleich der Film an den Kinokassen nur wenig erfolgreich war und ihr nicht den erhofften Durchbruch zum großen Hollywood-Star brachte.
Dennoch war Davidovich insbesondere in den 1990er-Jahren in einer Reihe bekannterer Hollywood-Filme zu sehen. Sie spielte unter anderem in Object of Beauty  (1991) spielte sie neben John Malkovich und Andie MacDowell, in Der Schein-Heilige (1992) neben Steve Martin und Debra Winger, in Begegnungen (1994) neben Richard Gere und Sharon Stone oder Gods and Monsters (1998) neben Ian McKellen und Brendan Fraser. Für ihre Hauptrolle im Film Younger and Younger (1993), in dem sie neben Donald Sutherland und Brendan Fraser spielte, gewann sie den Tokyo International Film Festival Award. In der Krimikomödie Mein Partner mit der heißen Braut verkörperte sie 1995 neben Jason Alexander und James Woods eine der Hauptrollen.
In den 2000er-Jahren war Davidovich in einigen Folgen der Fernsehserien The Agency – Im Fadenkreuz der C.I.A. (2002 bis 2003) und The L Word – Wenn Frauen Frauen lieben (2004) zu sehen. Wenngleich im neuen Jahrtausend bedeutendere Filmrollen weitgehend ausbleiben, ist sie bis in die Gegenwart regelmäßig in Fernsehserien zu sehen.
Davidovich ist mit dem Drehbuchautor und Regisseur Ron Shelton verheiratet und hat eine Tochter.

## Filmografie (Auswahl)
- 1983: Class
- 1986: Die Chaoten-Cops (Recruits)
- 1987: Ich will Manhattan (I'll Take Manhattan, Miniserie, 2 Folgen)
- 1987: Die Nacht der Abenteuer (Adventures in Babysitting)
- 1987: Chicago Blues (The Big Town)
- 1987: Nachtstreife (Night Heat, Fernsehserie, Folge 3x19)
- 1987: Manfighter – Blutige Fäuste (Last Man Standing)
- 1989: Erben des Fluchs (Friday the 13th: The Series, Fernsehserie, Folge 2x22)
- 1989: Blaze – Eine gefährliche Liebe (Blaze)
- 1990: Auf Liebe und Mord (Love & Murder)
- 1991: Frauen hinter Gittern (Prison Stories: Women on the Inside, Fernsehfilm)
- 1991: Object of Beauty (The Object of Beauty)
- 1991: JFK – Tatort Dallas (JFK) (nur im Director’s Cut)
- 1991: Der innere Kreis (The Inner Circle)
- 1992: Mein Bruder Kain (Raising Cain)
- 1992: Der Schein-Heilige (Leap of Faith)
- 1993: Boiling Point – Die Bombe tickt (Boiling Point)
- 1993: Younger and Younger
- 1994: Begegnungen – Intersection (Intersection)
- 1994: Homerun (Cobb)
- 1995: Mein Partner mit der heißen Braut (For Better or Worse)
- 1995: Unter Anklage – Der Fall McMartin (Indictment: The McMartin Trial, Fernsehfilm)
- 1995: Now and Then – Damals und heute (Now and Then)
- 1996: Jakes Frauen (Jake's Women, Fernsehfilm)
- 1996: Die Glut der Gewalt (Harvest of Fire, Fernsehfilm)
- 1996: Ein Elch namens Charlie (Salt Water Moose)
- 1997: Dead Silence – Flammen in der Stille (Dead Silence, Fernsehfilm)
- 1997: Touch
- 1997: Aus dem Dschungel, in den Dschungel (Jungle 2 Jungle)
- 1998: Gods and Monsters
- 1999: Mystery – New York: Ein Spiel um die Ehre (Mystery, Alaska)
- 1999: Knocked Out – Eine schlagkräftige Freundschaft (Play It to the Bone)
- 1999: Mystery – New York: Ein Spiel um die Ehre (Mystery, Alaska)
- 1999: Knocked Out – Eine schlagkräftige Freundschaft (Play It to the Bone)
- 1999: Die Straußkiste (deutscher Film, Regie: Percy Adlon)
- 2002: Practice – Die Anwälte (The Practice, Fernsehserie, Folge 7x08)
- 2002: Dark Blue
- 2002–2003: The Agency – Im Fadenkreuz der C.I.A. (The Agency, Fernsehserie, 5 Folgen)
- 2003: Hollywood Cops (Hollywood Homicide)
- 2003: Monk (Fernsehserie, Folge 2x04 Mr. Monk geht in den Zirkus)
- 2003–2004: The Guardian – Retter mit Herz (The Guardian, Fernsehserie, 2 Folgen)
- 2004: The L Word – Wenn Frauen Frauen lieben (The L Word, Fernsehserie, 4 Folgen)
- 2005: CSI: Vegas (CSI: Crime Scene Investigation, Fernsehserie, Folge 5x14)
- 2006: Bye Bye Benjamin (Kurzfilm)
- 2006: Kill Your Darlings
- 2007: September Dawn
- 2009: Criminal Minds (Fernsehserie, Folge 4x14)
- 2009: Zone of Separation (ZOS: Zone of Separation, Miniserie, 8 Folgen)
- 2009: Throwing Stones (Fernsehfilm)
- 2009: Lass es, Larry! (Curb Your Enthusiasm, Fernsehserie, Folge 7x02)
- 2009: Cold Case – Kein Opfer ist je vergessen (Cold Case, Fernsehserie, Folge 7x10)
- 2011: Hound Dogs
- 2011: Cinema Verite – Das wahre Leben (Cinema Verite, Fernsehfilm)
- 2011: Rizzoli & Isles (Fernsehserie, 2 Folgen)
- 2012: Mein Freund Smitty – Ein Sommer voller Abenteuer (Smitty)
- 2012: Psych (Fernsehserie, Folge 6x16 Stadt, Feind, Schuss)
- 2012: Good God (Fernsehserie, 8 Folgen)
- 2013: Navy CIS (Navy NCIS, Fernsehserie, Folge 11x04 Ehrenmorde)
- 2015: Kein Ort ohne dich (The Longest Ride)
- 2015: True Detective (Fernsehserie, 4 Folgen)
- 2015: Blood & Oil (Fernsehserie, 4 Folgen)
- 2015: Backstrom (Fernsehserie, 2 Folgen)
- 2016: Shades of Blue (Fernsehserie, 7 Folgen)
- 2017: Law & Order True Crime (Fernsehserie, 5 Folgen)
- 2018: Sorry for Your Loss
- 2018: How to Get Away with Murder (Fernsehserie, 4 Folgen)
- 2018: Schicksalhafte Weihnachten (Once Upon a Christmas Miracle, Fernsehfilm)
- 2019: Suits (Fernsehserie, Folge 8x15 Der Lockvogel)
- 2019: Paris, Wine and Romance (Fernsehfilm)
- 2019: Good Witch (Fernsehserie, Folge 6x00)
- 2019: PS Es weihnachtet sehr (Write Before Christmas, Fernsehfilm)
- 2021: Law & Order – Organized Crime (Fernsehserie, 7 Folgen)
- 2023: CSI: Vegas (Fernsehserie, 3 Folgen)
- 2023: Finestkind